# 게이한 가타노선
가타노 선(일본어: 交野線)은 일본 오사카부 히라카타시의 히라카타시 역과 오사카 부 가타노시의 기사이치 역을 연결하는 게이한 전기 철도의 철도 노선이다.

## 노선 정보
- 노선 거리 (영업 거리) : 6.9 km
- 궤간 : 1,435mm
- 역 수 : 8역 (기·종점역 포함)
- 복선화 구간 : 전 구간
- 전철화 구간 : 전 구간 전철화 (직류 1500V)
- 폐색 방식 : 자동 폐색식
- 건널목 수 : 15개 소
- 최고 속도 : 100 km/h

## 역 목록
| 역 번호 | 역명       | 일어 역명 | 역간 거리 | 영업 거리 | 접속 노선                                      | 소재지     |
| ------- | ---------- | --------- | --------- | --------- | ---------------------------------------------- | ---------- |
| KH 21   | 히라카타시 | 枚方市    | 0.0       | 0.0       | 게이한 전기 철도 게이한 본선                   | 히라카타시 |
| KH 61   | 미야노사카 | 宮之阪    | 1.0       | 1.0       |                                                | 히라카타시 |
| KH 62   | 호시가오카 | 星ヶ丘    | 0.7       | 1.7       |                                                | 히라카타시 |
| KH 63   | 무라노     | 村野      | 0.8       | 2.5       |                                                | 히라카타시 |
| KH 64   | 고즈       | 郡津      | 0.9       | 3.4       |                                                | 가타노시   |
| KH 65   | 가타노시   | 交野市    | 1.0       | 4.4       |                                                | 가타노시   |
| KH 66   | 가와치모리 | 河内森    | 1.7       | 6.1       | 서일본 여객철도 가타마치 선 (가와치이와후네역) | 가타노시   |
| KH 67   | 기사이치   | 私市      | 0.8       | 6.9       |                                                | 가타노시   |